# کیم جه یونگ
کیم جه یونگ (کره‌ای: 김재영؛ زادهٔ ۳۰ سپتامبر ۱۹۸۸) بازیگر اهل کره جنوبی است.

## فیلم‌شناسی

### فیلم
| سال  | عنوان       | نقش           | منابع |
| ---- | ----------- | ------------- | ----- |
| ۲۰۱۳ | بدون تنفس   | ده چان        | [ ۱ ] |
| ۲۰۱۶ | از حد گذشته | کانگ سونگ هون | [ ۲ ] |
| ۲۰۱۸ | خواب طلایی  | پارک گون      | [ ۳ ] |
| ۲۰۱۹ | پول         | جون وو سونگ   | [ ۴ ] |

### مجموعه تلویزیونی
| سال  | عنوان                           | نقش                 | توضیحات               | منابع  |
| ---- | ------------------------------- | ------------------- | --------------------- | ------ |
| ۲۰۱۲ | Roller Coaster 2                |                     |                       |        |
| ۲۰۱۴ | مرد تیغه‌ای                      | جه گیل              |                       | [ ۵ ]  |
| ۲۰۱۵ | سلام هیولا                      | مین سونگ جو         |                       | [ ۶ ]  |
| ۲۰۱۵ | یونگ پال                        | یونگ پال ۲          | حضور افتخاری، قسمت ۱۸ | [ ۳ ]  |
| ۲۰۱۶ | استاد انتقام                    | گو گیل یونگ         |                       | [ ۱ ]  |
| ۲۰۱۶ | دارودسته                        | خودش                | حضور افتخاری، قسمت ۷  | [ ۳ ]  |
| ۲۰۱۷ | راز عاشقانه من                  | جونگ هیون ته        |                       | [ ۷ ]  |
| ۲۰۱۷ | بلک                             | لئو / ایم وو شیک    |                       | [ ۱ ]  |
| ۲۰۱۸ | شاهزاده صد روزه من              | مو یون / یون سوک ها |                       | [ ۸ ]  |
| ۲۰۱۹ | بوتیک سری                       | یون سون وو          |                       | [ ۹ ]  |
| ۲۰۱۹ | عشق زیباست، زندگی فوق‌العاده است | گو جون هی           |                       | [ ۱۰ ] |
| ۲۰۲۱ | بازتابی از تو                   | سو وو جه            |                       | [ ۱۱ ] |
| ۲۰۲۲ | عشق قراردادی                    | کانگ هه جین         |                       | [ ۱۲ ] |
| ۲۰۲۳ | Sometimes                       | لی جون پیو          | درام صوتی، قسمت ۱     | [ ۱۳ ] |
| ۲۰۲۴ | قاضی جهنمی                      | هان دا اون          |                       | [ ۱۴ ] |

### مجموعه اینترنتی
| سال  | عنوان                  | نقش          | منابع  |
| ---- | ---------------------- | ------------ | ------ |
| ۲۰۱۶ | بیوتولوژی ۱۰۱          | نام گونگ وون | [ ۳ ]  |
| ۲۰۱۷ | مغز، انتخاب عاشقانهٔ تو | آر           | [ ۶ ]  |
| ۲۰۱۸ | اتاق عزیزم             | سو مین سوک   | [ ۱۵ ] |